# Zgrupowanie Północ Okręgu Nowogródek Armii Krajowej
Zgrupowanie Północ Okręgu Nowogródek AK – oddziały bojowe Nowogródzkiego Okręgu Armii Krajowej (2. i 5. batalion 77 Pułku Piechoty AK).
Dowódcą Zgrupowania był por. Jan Borysewicz ps. „Krysia”. Jego żołnierze brali udział w działaniach zbrojnych operacji „Ostra Brama”.

## Literatura
- Struktura Organizacyjna Armii Krajowej, Marek Ney-Krwawicz w: Mówią Wieki nr 9/1986.